# Italochrysa soror
Italochrysa soror är en insektsart som beskrevs av Bo Tjeder 1966. Italochrysa soror ingår i släktet Italochrysa och familjen guldögonsländor. Inga underarter finns listade i Catalogue of Life.